# Perejaslav
Perejaslav (ukrajinsky a rusky Переяслав, mužský rod; v letech 1943–2019 Perejaslav-Chmelnyckyj) je jedno z nejstarších měst na Ukrajině. Leží v Kyjevské oblasti na řece Trubiž, asi 80 km jihovýchodně od hlavního města a 5 km od Kaněvské přehrady. Město je centrem Perejaslavského rajónu a je jedním z větších ukrajinských sídel bez napojení na železnici. Je zde rozsáhlý skanzen. Žije zde 27 000 obyvatel (2019).
Město je vzpomínáno v letopisech již v roce 907 a 911. Vladimír I. zde nechal zbudovat pevnost a sídlo metropolie, později přenesené do Kyjeva. Perejaslav však vešel do dějin především tzv. Perejaslavskou radou roku 1654, kdy ukrajinští kozáci v čele s Bohdanem Chmelnickým složili vazalskou přísahu ruskému carovi Alexeji I. To nakonec vedlo k tomu, že se levobřežní Ukrajina stala součástí Ruského impéria a byla narušena kozácká autonomie. 

## Osobnosti
- Šolom Alejchem (1859–1916), židovský spisovatel